# Nati nel 1157
| Questa pagina contiene informazioni ricavate automaticamente dalle voci biografiche con l'ausilio del template Bio e di un bot. L'aggiornamento è periodico e automatico e ricostruisce completamente la pagina. Se manca una persona in questa lista, sei pregato di non aggiungerla, ma accertati piuttosto che la sua voce biografica contenga il template Bio e che i dati anagrafici siano correttamente compilati. Se il template Bio manca, inseriscilo tu stesso o, in alternativa, metti l'avviso {{tmp\|Bio}} che ne segnala la mancanza. Se i dati riportati sono sbagliati, correggi direttamente la voce biografica; le modifiche saranno visibili in questa lista entro pochi giorni. Per chiarimenti vedi il progetto biografie. La lista contiene solo le 8 persone che sono citate nell'enciclopedia e per le quali è stato implementato correttamente il template Bio. Pagina aggiornata al 26 apr 2025. |

- 8 settembre - Alexander Neckam, scienziato, letterato e abate inglese († 1217)
- 8 settembre - Riccardo I d'Inghilterra, re britannico († 1199)
- Alfonso II d'Aragona, sovrano († 1196)
- Eystein Meyla, norvegese († 1177)
- Hōjō Masako, politica giapponese († 1225)
- Kenreimon-in Ukyō no Daibu, poeta giapponese
- Leopoldo V di Babenberg, nobile austriaco († 1194)
- Teresa del Portogallo, principessa portoghese († 1218)